# Yang Se-chan
Yang Se-chan (hangul: 양세찬; hanja: 梁世燦) nascido em 8 de dezembro de 1986, é um comediante sul-coreano. Dentre seus trabalhos notáveis, destaca-se sua participação como um dos membros do programa de variedades Running Man da SBS.

## Carreira
Durante sua carreira tornou-se conhecido pelos apelidos de Dongdukchon Talai brothers, Gangsu, MC Ssep Ssep e Yang Ax. Ele realizou em 2003, sua estreia como ator musical nos grupos "Uwonye" e "Triple Axel". Cinco anos depois, lançou o álbum Only One, realizando sua estreia como cantor. Seu irmão mais velho, Yang Se-hyung, também é um comediante e trabalha como um membro do programa Infinite Challenge da MBC.

## Filmografia

### Televisão
| Ano  | Título                        | Rede       | Notas                                                      |
| ---- | ----------------------------- | ---------- | ---------------------------------------------------------- |
| 2016 | We Got Married (temporada 4)  | MBC        | Casal Chuseok com Park Na-rae (episódio 338)               |
| 2017 | Battle Trip                   | KBS2       | Concorrendo com Lee Yong-jin (episodes 37-38)              |
| 2017 | Running Man                   | SBS        | Membro atual (episódios 346 – presente)                    |
| 2017 | Food Map 3                    | MBC every1 | Membro atual (episódios 1 – presente)                      |
| 2017 | Thinking About My Bias        | MBC        | Piloto                                                     |
| 2017 | Living Together in Empty Room | MBC        | Convidado com Brave Brothers e Jeon So-min (episódios 1–4) |

## Prêmios e indicações
| Ano  | Premiação                | Categoria                       | Resultado | Ref. |
| ---- | ------------------------ | ------------------------------- | --------- | ---- |
| 2008 | SBS Entertainment Awards | Prêmio de Excelência em Comédia | Venceu    |      |